# Pablo Olivera
Pablo Olivera, vollständiger Name Pablo Fernando Olivera Fernández, (* 8. Dezember 1987 in Melo) ist ein uruguayischer Fußballspieler.

## Karriere
Der 1,73 Meter große Offensivakteur Olivera gehörte in der Apertura 2006 und der Clausura 2007 dem Kader des seinerzeitigen Zweitligisten Cerro Largo FC an. Es folgte in der Saison 2007/08 eine Station auf Leihbasis bei den Rampla Juniors in der Primera División. Die Spielzeit 2008/09 verbrachte er erneut in Reihen des nunmehr in der höchsten uruguayischen Spielklasse antretenden Cerro Largo FC und erzielte drei Erstligatore. In der Apertura 2009 absolvierte er ein Erstligaspiel bei River Plate Montevideo, kehrte aber schon im Januar 2010 für die Clausura 2010 im Rahmen einer Ausleihe in seine Geburtsstadt Melo zurück, bestritt für den Cerro Largo FC bis zum Saisonende 13 Erstligabegegnungen und traf dreimal ins gegnerische Tor. In den Spielzeiten 2010/11 und 2011/12 weist die Statistik für ihn als Spieler River Plate Montevideos 17 bzw. 29 Erstligapartien mit seiner Beteiligung aus. Dabei schoss er vier bzw. zwölf Saisontore. Zudem wurde er in einer Partie (kein Tor) der Copa Sudamericana eingesetzt. Im August 2012 lieh River Plate Montevideo ihn an den portugiesischen Klub Moreirense FC aus. 16 Spiele (drei Tore) in der Primeira Liga, drei (ein Tor) im Ligapokal und eins (kein Tor) in der Taça de Portugal stehen bei den Portugiesen in der Saison 2012/13 für ihn zu Buche. Anschließend wechselte er im Juli 2013 – wiederum leihweise – nach Venezuela zum Carabobo FC. Dort lief er in der Spielzeit 2013/14 36-mal in der Primera División auf und schoss 17 Tore. Mitte 2014 kehrte er für mehrere Wochen zu River Plate Montevideo zurück, bestritt jedoch keine Erstligaeinsätze und schloss sich im Rahmen eines Leihgeschäfts im September 2014 dem Zweitligisten Central Español an. In der Spielzeit 2014/15 wurde er 13-mal (ein Tor) in der zweithöchsten Segunda División eingesetzt, verließ den Verein jedoch während der Saison wieder um in den ersten Januartagen 2015 ein Engagement bei Deportivo Táchira in Venezuela anzutreten. Dort bestritt er neun Erstligaspiele und schoss zwei Tore. Zudem kam er in fünf Partien (kein Tor) der Copa Libertadores 2015 zum Einsatz. Ende Juli 2015 wechselte er nach Mexiko zu Universidad Guadalajara. Dort lief er in 28 Begegnungen der Primera A auf und schoss 13 Tore. Im August 2016 verpflichtete ihn Al Wakrah. Bei den Katarern kam er zu 15 Ligaeinsätzen (zwei Tore). Anfang Februar 2017 schloss er sich dem Erstligisten Centro Atlético Fénix an, für den er drei Erstligaspiele (kein Tor) absolvierte. Seit Anfang Juli 2017 setzt er seine Karriere beim mexikanischen Klub Atlético San Luis fort.